# آيفون 6 بلس
آيفون 6 بلس هو هاتف ذكي دائرة الرقابة الداخلية تم تصميمها وتصنيعها من قبل شركة أبل، ويحتوي على معالج A8 ونظام آي أو إس 8. كشف النقاب خلال المؤتمر الصحفي يوم 9 سبتمبر عام 2014، ويعمل الجهاز خلفا ل5S فون. يمثل نموذج أول زيادة كبيرة في حجم الشاشة المادي للخط حيث أن الشاشة أطول من آيفون 5، في قياس 5.5 بوصة ودقة تصوير عالية جداومن حيث كثافته الرقيقة جدا .

## عيوب الانحناء
وخلال الشهر الأول لاصدار الهاتف لاحظ المستخدمون وجود انحناء في الجهاز وقام أحد الاشخاص بعمل اختبار انحناء للجهاز وقد وجد بعد الاختبار ان الجهاز معرض للانحناء مع مرور الوقت 